# Kabinett Ecevit IV
Mit dem Begriff Kabinett Ecevit IV wird die vom 11. Januar 1999 bis 28. Mai 1999 amtierende Minderheitsregierung der Republik Türkei unter Bülent Ecevit bezeichnet. Das nachfolgende Kabinett ist das Kabinett Ecevit V, das ebenfalls unter der Führung Ecevits stand. Die meisten Minister des Kabinetts waren Mitglieder der Demokratischen Linkspartei (DSP), drei Minister waren unabhängig.

## Minister
(Quellen:)
| deutsche Amtsbezeichnung                               | türkische Amtsbezeichnung            | Amtsinhaber                                                                    | Partei |
| ------------------------------------------------------ | ------------------------------------ | ------------------------------------------------------------------------------ | ------ |
| Ministerpräsident                                      | Başbakan                             | Bülent Ecevit                                                                  | DSP    |
| Stellvertretender Ministerpräsident und Staatsminister | Devlet Bakanı ve Başbakan Yardımcısı | Hikmet Uluğbay                                                                 | DSP    |
| Stellvertretender Ministerpräsident und Staatsminister | Devlet Bakanı ve Başbakan Yardımcısı | Hüsamettin Özkan                                                               | DSP    |
| Staatsminister                                         | Devlet Bakanı                        | Şükrü Sina Gürel                                                               | DSP    |
| Staatsminister                                         | Devlet Bakanı                        | Hasan Gemici                                                                   | DSP    |
| Staatsminister                                         | Devlet Bakanı                        | Fikret Ünlü                                                                    | DSP    |
| Staatsminister                                         | Devlet Bakanı                        | Aydın Tümen                                                                    | DSP    |
| Justizminister                                         | Adalet Bakanı                        | Selçuk Özbek                                                                   | unab.  |
| Minister für Nationale Verteidigung                    | Millî Savunma Bakanı                 | Cahit Bayar                                                                    | unab.  |
| Minister für Innere Angelegenheiten                    | İçişleri Bakanı                      | Hikmet Sami Türk                                                               | DSP    |
| Minister für Auswärtige Angelegenheiten                | Dışişleri Bakanı                     | İsmail Cem                                                                     | DSP    |
| Finanzminister                                         | Maliye Bakanı                        | Zekeriya Temizel (11. Januar – 24. Februar) Nami Çağan (24. Februar – 28. Mai) | DSP    |
| Minister für Nationale Bildung                         | Millî Eğitim Bakanı                  | Metin Bostancıoğlu                                                             | DSP    |
| Minister für Öffentliche Arbeit                        | Bayındırlık ve İskan Bakanı          | Ali Ilıksoy                                                                    | DSP    |
| Gesundheits- und Sozialminister                        | Sağlık Bakanı                        | Mustafa Güven Karahan                                                          | DSP    |
| Minister für Landwirtschaft und Dorfangelegenheiten    | Tarım ve Köyişleri Bakanı            | Mahmut Erdir                                                                   | DSP    |
| Minister für Verkehr, Schifffahrt und Kommunikation    | Ulaştırma Bakanı                     | Hasan Basri Aktan                                                              | unab.  |
| Minister für Arbeit                                    | Çalışma ve Sosyal Güvenlik Bakanı    | Nami Çağan (11. Januar – 24. Februar) Hakan Tartan (24. Februar – 28. Mai)     | DSP    |
| Minister für Industrie und Handel                      | Sanayi ve Ticaret Bakanı             | Metin Şahin                                                                    | DSP    |
| Minister für Tourismus                                 | Turizm Bakanı                        | Ahmet Tan                                                                      | DSP    |
| Minister für Kultur                                    | Kültür Bakanı                        | İstemihan Talay                                                                | DSP    |
| Umweltminister                                         | Çevre Bakanı                         | Fevzi Aytekin                                                                  | DSP    |
| Minister für Energie und Naturschätze                  | Enerji ve Tabii Kaynaklar Bakanı     | Ziya Aktaş                                                                     | DSP    |
| Minister für Wald                                      | Orman Bakanı                         | Arif Sezer                                                                     | DSP    |